# Distrikt Curgos

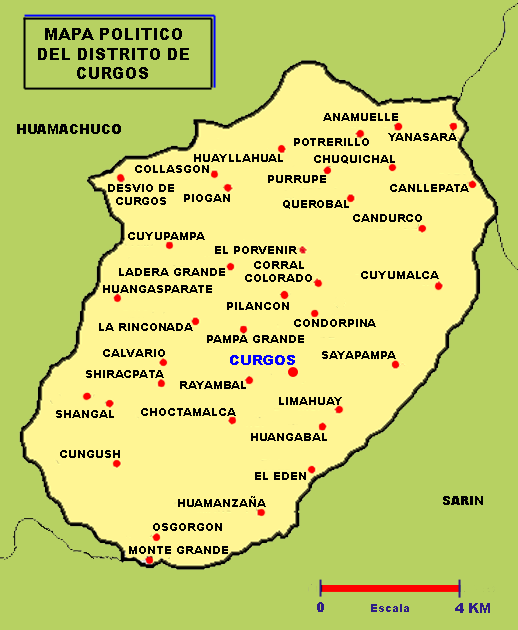
Karte mit den Orten im Distrikt

Der Distrikt Curgos liegt in der Provinz Sánchez Carrión in der Region La Libertad in West-Peru. Der Distrikt wurde am 13. Dezember 1943 gegründet. Er hat eine Fläche von 98,2 km². Beim Zensus 2017 wurden 7822 Einwohner gezählt. Im Jahr 1993 lag die Einwohnerzahl bei 7548, im Jahr 2007 bei 8181. Verwaltungssitz des Distriktes ist die 3225 m hoch gelegene Kleinstadt Curgos mit 1979 Einwohnern (Stand 2017). Curgos liegt 12 km ostsüdöstlich der Provinzhauptstadt Huamachuco.
Im Distrikt Curgos gibt es zwei Thermalbäder, in El Eden im Südosten sowie bei Yanasara im Nordosten.

## Geographische Lage
Der Distrikt Curgos liegt an der Ostflanke der peruanischen Westkordillere zentral in der Provinz Sánchez Carrión. Das Gebiet wird vom Río Chusgón, einem Nebenfluss des Río Marañón, nach Norden entwässert.
Der Distrikt Curgos grenzt im Westen und im Norden an den Distrikt Huamachuco, im Nordosten an den Distrikt Chugay sowie im Südosten und im Süden an den Distrikt Sarín.

## Ortschaften
Neben dem Hauptort Curgos gibt es folgende größere Ortschaften im Distrikt:
- Corral Colorado (347 Einwohner)
- Cungush (303 Einwohner)
- Cuypampa (305 Einwohner)
- Querobal (397 Einwohner)
- Yanasara (407 Einwohner)